# Carme Jordi Nebot
Carme Jordi (Barcelona, 3 de mayo de 1958) es una científica y astrofísica española. 
Doctora en Física por la Universidad de Barcelona, ejerce de profesora del Departamento de Astronomía y Meteorología de esta universidad, y forma parte del Instituto de Ciencias del Cosmos de la Universidad de Barcelona y del Instituto de Estudios Espaciales de Cataluña (ICCUB). 
Su ámbito de investigación es la caracterización física de estrellas y cúmulos estelares, basada en observaciones desde la Tierra y desde el espacio. Ha participado en misiones espaciales como Hipparcos e Integral, y colabora en el Proyecto Gaia, de la Agencia Espacial Europea (ESA). Forma parte del Gaia Science Team, el órgano científico asesor de la ESA para esta misión.
Participó, como codirectora de tesis, en la primera determinación directa de la distancia a la Galaxia de Andrómeda, utilizando estrellas binarias eclipsantes (EBs, siglas en inglés). También ha participado en actividades de divulgación, actividades para estudiantes de primaria y secundaria, y en aulas para personas mayores.

## Premios y reconocimientos
Ha recibido el Premio Ciudad de Barcelona de 2013 de Ciencias Experimentales y Tecnología otorgado por el Ayuntamiento de Barcelona al equipo del Proyecto Gaia del Instituto de Ciencias del Cosmos (ICCUB-IEEC). Carme Jordi recogió el premio, junto a Jordi Torra, miembro del mismo equipo. También el Lancelot M. Berkeley - New York Community Trust Prize, en 2023. Como miembro del ICCUB, también ha recibido el reconocimiento como Unidad de Excelencia María de Maeztu (2015-2019), que otorga el Ministerio de Ciencia, Innovación y Universidades y reconoce a los mejores centros y unidades, a escala internacional, por los resultados de su investigación; y como garante (2021-2024).
Fue elegida para participar en la exposición "16 científicas catalanas" de la Asociación Catalana de Comunicación Científica (ACCC).
En junio de 2020 ingresó como miembro de la Sección de Ciencias y Tecnología del Instituto de Estudios Catalanes.